# 우주과학연구소

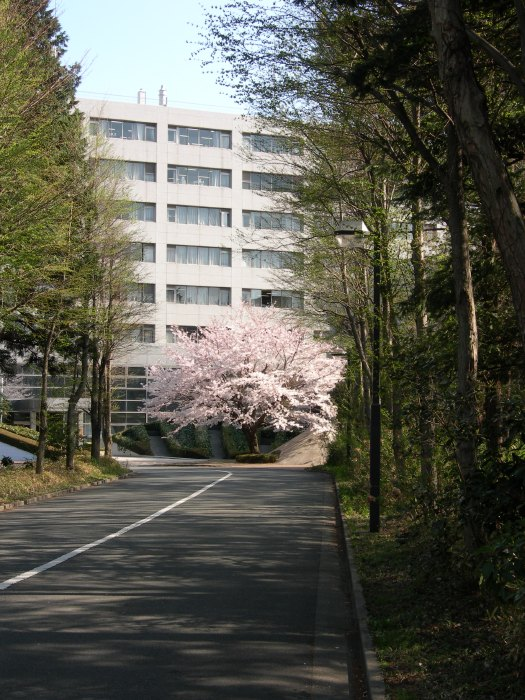
입구

우주과학연구소(일본어: 宇宙科学研究所, Institute of Space and Aeronautical Science, ISAS)는 로켓과 인공위성 그리고 행성 탐사선 등에 이용되는 천체물리학을 연구하는 일본 도쿄대학교의 국립연구소이다. ISAS는 JAXA의 전신이라고 불린다.

## 역사
일본의 우주 개발은 단 한 명의 천재로 인해 시작되었다. 바로 도쿄(東京)대학 교수였던 이토카와 히데오(系川英夫·1912~1999). 1935년 도쿄제국대학 공학부 항공학과를 졸업한 그는 일본의 3대 항공기 제작사였던 나카지마 비행기(現 후지중공업)에서 육군의 97식 전투기, ‘하야부사’로 불린 1식 전투기 등의 설계에 참여했다. 제2차 세계대전 종전 즈음에는 독일로부터 건네받은 도면 몇 장을 들고 제트 전투기 ‘기카’ 제트엔진을 담당해 Ne-20 엔진을 만들었다. 1941년 도쿄제국대학의 조교수로 임용된 이토카와는 1948년부터 정교수로 활동했다. 전후 일본이 항공 개발에 제한을 받자 그는 바이올린을 연구하며 유유자적했다. 1953년 약 6개월간 미국을 둘러보고 돌아와서는 도쿄대에 5명의 회원으로 로켓연구클럽을 만들고 일본 정부에 로켓 개발 허용을 요구했다. 1958~59년이 국제지구물리관측년(IGY)으로 지정된 점에 착안해, 연구 목적으로 사용한다는 명분으로 로켓 개발을 추진한 것이다. 이 로켓 그룹이 ISAS의 시작이다. 미국 NASA의 JPL이 캘리포니아 공과대학교의 로켓 개발 클럽이 모태이다.
1990년, ISAS에서 150억 엔을 투자해 M-V 로켓 개발을 시작했다. 3단 로켓이며, 높이 30.7m, 직경 2.5m, 중량 140t이다. 1800kg의 인공위성을 발사할 수 있다.
2003년 ISAS는 일본의 다른 우주과학 관련 연구기관들인 항공우주기술연구소, 우주개발사업단 등과 통합되어 일본 우주항공연구개발기구(일본어: 宇宙航空研究開発機構, Japan Aerospace eXploration Agency, JAXA)를 설립하였다. 이후에도 영어명 'Institute of Space and Aeronautical Science'는 계속 사용되고 있으나, 일본어 명칭은 '宇宙科学研究本部'(우주과학연구본부)로 변경되어 JAXA의 한 부서를 담당하게 되었다. 2010년 4월 1일로 원래 명칭이었던 우주과학연구소로 개명되었다.

## 같이 보기
- JPL - 미국 캘리포니아 공과대학교의 국립연구소
- SaTReC - 한국 KAIST 인공위성연구센터